# Paroecobius
Paroecobius là một chi nhện trong họ Oecobiidae.